# Сасанидский Египет
Сасанидский Египет (пехл. Agiptus) — кратковременный (с 618 по 628 гг.) период, когда византийские Египет и Ливия были захвачены и контролировались государством Сасанидов.

## История
Египет был завоеван в 618 году сасанидским военачальником Шахрбаразом, который недолго управлял провинцией, пока не назначил Шахраланозана новым губернатором, который носил титул карфраман-идар («управляющий двором»). Помимо того, что он был губернатором Египта, он также был сборщиком налогов в провинции и, скорее всего, проживал в Файюмe. В среднеперсидских текстах эта страна известна как Агиптус и описывалась следующим образом: agiptus būm kē misr-iz xwānēnd 'земля Агиптус, которая также называется Миср'. Нил назывался rōd ī nīl. Упоминаются несколько египетских городов, в том числе Туфис, Кинон, Вавилон.
Хотя Египет сильно пострадал во время вторжения, после завершения завоевания последовал период мира, терпимости и восстановления. Кроме того, персы сохранили прежнюю административную структуру. Сасаниды не пытались заставить население Египта отказаться от своей религии и исповедовать зороастризм, но они преследовали византийскую церковь, поддерживая при этом монофизитов. Копты воспользовались обстоятельствами и получили контроль над многими православными церквями. В стране было множество сасанидских станций, в том числе Элефантина, Гераклея, Оксиринх, Кинон, Феодосиополь, Гермополис, Антинополь, Коссон, Ликос, Диосполис и Максимианополис. Задача этих станций заключалась в сборе налогов и снабжении военных. В нескольких папирусных документах упоминается сбор налогов, в котором персы пользовались техникой предшественников. В другом папирусе упоминается иранец и его сестра, что указывает на то, что некоторые семьи поселились в Египте вместе с солдатами.
В 626 г. Шахрбараз поссорился с сасанидским шахом Хосровом II и поднял против него мятеж. Неизвестно, кого поддерживал Шахраланьозан, поскольку впоследствии он не упоминается ни в одном источнике, а Шахрбараз описывается как правитель провинции. После окончания византийско-сасанидской войны в 628 г., к 630/1 г. Египет был возвращён под власть Византии. Хотя сасанидское правление в Египте было недолгим по сравнению с византийским, некоторые следы его влияния присутствуют и сегодня: коптское празднование Нового года под названием Найруз, где чествуют мучеников и исповедников, восходит к иранскому празднованию Нового года Навруз. Ещё одно празднование, связанное с сасанидами, — это Воздвижение Креста Господня, празднующее обретение креста, на котором был распят Иисус Христос, и его возвращение в Иерусалим в 628 г. Кроме того, очевидно влияние Сасанидов на коптское искусство.

## Правители
| Годы правления | Наместник          |
| -------------- | ------------------ |
| 618-621        | Фаррухан Шахрвараз |
| 621-626(?)     | Шахраланьозан      |
| 626(?)-628     | Фаррухан Шахрвараз |